# 크러셔

뉴커먼 증기기관을 도식화한 애니메이션

크러셔(crusher)는 큰 암석을 작은 암석, 자갈, 모래 또는 암석 먼지로 분쇄하도록 설계된 기계이다.
크러셔는 폐기물의 크기를 줄이거나 형태를 변경하여 더 쉽게 폐기하거나 재활용할 수 있도록 하거나, 고체 혼합 원료(광석 등)의 크기를 줄여 조각이 되도록 사용할 수 있다. 다양한 구성으로 차별화가 가능하다. 파쇄는 파쇄되는 물질보다 더 강하게 결합하고 변형에 저항하는 분자로 만들어진 물질을 통해 기계적 이점으로 증폭된 힘을 전달하는 과정이다. 파쇄 장치는 두 개의 평행하거나 접하는 고체 표면 사이에 재료를 고정하고 충분한 힘을 가하여 표면을 모아서 파쇄되는 재료 내에서 충분한 에너지를 생성하여 분자가 서로 분리(파괴)되거나 정렬이 변경(변형)되도록 한다. 최초의 크러셔는 손에 쥐는 돌로, 돌의 무게로 인해 근력이 강화되어 돌 모루에 사용되었다.

## 같이 보기
- 분쇄기